# Muzyka wieczorem
Muzyka wieczorem – album studyjny Mirosława Czyżykiewicza wydany 20 kwietnia 2015 nakładem Agencji Artystycznej MTJ. Na płytę złożyły się wiersze Jarosława Iwaszkiewicza z wydanego pośmiertnie, jeszcze w 1980 roku, tomiku pt. Muzyka wieczorem. Muzykę skomponował Adam Opatowicz (dyrektor naczelny i artystyczny Teatru Polskiego w Szczecinie), który pełnił tutaj również funkcję producenta muzycznego.
Jak twierdzi sam Adam Opatowicz, akompaniamenty do tych wierszy powstały ok. 1981 roku. „Trzymał je w szufladzie” przez trzydzieści lat. Prace nad płytą Muzyka wieczorem trwały w sumie cztery lata, podczas których Czyżykiewicz i Opatowicz spotykali się mniej więcej co pół roku. Za aranżacje i grę na instrumentach klawiszowych odpowiada Jacek Skowroński. 
Album charakteryzuje głęboko melancholijny nastrój, niepozbawiony jednak szczypty poczucia humoru. Teksty Iwaszkiewicza oscylują wokół tematów przemijania i śmierci. Mirosław Czyżykiewicz zaśpiewał w nietypowy dla siebie sposób. Operuje głosem w sposób zdyscyplinowany, oszczędny, cichy, często schodząc do szeptu. Jak twierdzi, poddał się wszelkim sugestiom Adama Opatowicza. Oprawa muzyczna jest również oszczędna.
Książeczka załączona do płyty zawiera wiersze na niej zaśpiewane oraz ostatni w dorobku Jarosława Iwaszkiewicza (napisany miesiąc przed śmiercią) wiersz „Urania” wraz z jego faksymile. Premiera zbiegła się w czasie z 35 rocznicą śmierci poety (zmarłego 2 marca 1980). Na singel promujący album wybrano piosenkę pt. „Lis”.
Koncert przedpremierowy płyty Muzyka wieczorem miał miejsce 22 marca 2015 w Stawisku – rodzinnym majątku Jarosława Iwaszkiewicza (Muzeum im. Anny i Jarosława Iwaszkiewiczów). 26 kwietnia 2015 w Piwnicy pod Harendą w Warszawie odbył się koncert premierowy.

## Lista utworów
| 01 . | „Uparte wichry”                            | 02:23 |
|      |                                            |       |
| 02 . | „Opuszczony”                               | 00:48 |
|      |                                            |       |
| 03 . | „W setną rocznicę urodzin Leopolda Staffa” | 03:27 |
|      |                                            |       |
| 04 . | „Rzeczy”                                   | 00:42 |
|      |                                            |       |
| 05 . | „Niewygoda”                                | 04:31 |
|      |                                            |       |
| 06 . | „Upał”                                     | 01:33 |
|      |                                            |       |
| 07 . | „Koncert Rachmaninowa upalnym latem”       | 03:14 |
|      |                                            |       |
| 08 . | „Lis”                                      | 02:34 |
|      |                                            |       |
| 09 . | „Do siostry”                               | 05:21 |
|      |                                            |       |
| 10 . | „Do prawnuczki”                            | 01:55 |
|      |                                            |       |
| 11 . | „Stara”                                    | 02:44 |
|      |                                            |       |
| 12 . | „Do Izoldy”                                | 02:52 |
|      |                                            |       |
| 13 . | „Apassionata” / „Artur”                    | 03:02 |
|      |                                            |       |
| 14 . | „Pilica”                                   | 02:01 |
|      |                                            |       |
| 15 . | „Ubieralnia” (Jerzemu Lisowskiemu)         | 01:39 |
|      |                                            |       |
| 16 . | „Wieczór sylwestrowy”                      | 02:38 |
|      |                                            |       |
| 17 . | „Biografia” (Dla D.O.)                     | 02:42 |
|      |                                            |       |
| 18 . | „Ostatnia piosenka wędrownego czeladnika”  | 02:20 |
|      |                                            |       |
|      |                                            | 46:26 |
|      |                                            |       |

## Twórcy
instrumenty i śpiew
- Mirek Czyżykiewicz – śpiew
- Sylwia Różycka – wokaliza
- Jacek Skowroński – aranżacje, fortepian, fortepian improwizowany, instrumenty klawiszowe
- Marcin Chenczke – kontrabas
- Sławomir Tokłowicz – perkusja
- Henryk Kasperczak – lutnia renesansowa, chitarrone, aranżacja partii lutni
- Maciej Kociński – saksofon sopranowy improwizowany
- Bogdan Szczerkowski – skrzypce, skrzypce improwizowane
- Karol Marianowski – wiolonczela
- kwartet smyczkowy:
  - Jarosław Nadrzycki – I skrzypce,
  - Wojciech Koprowski – II skrzypce,
  - Michał Bryła – altówka,
  - Karol Marianowski – wiolonczela

produkcja i miksowanie
- Adam Opatowicz – producent
- Dariusz Kabaciński – realizacja nagrań, miksy i mastering

oprawa graficzna
- Lechosław Carnelli – fotografie i projekt okładki

## Miejsca realizacji nagrań
- RecPublica Studios w Lubrzy (woj. lubuskie)
- studio „KabART” Pracownia Muzyczna Dariusz Kabaciński w Szczecinie